# 1222 w polityce

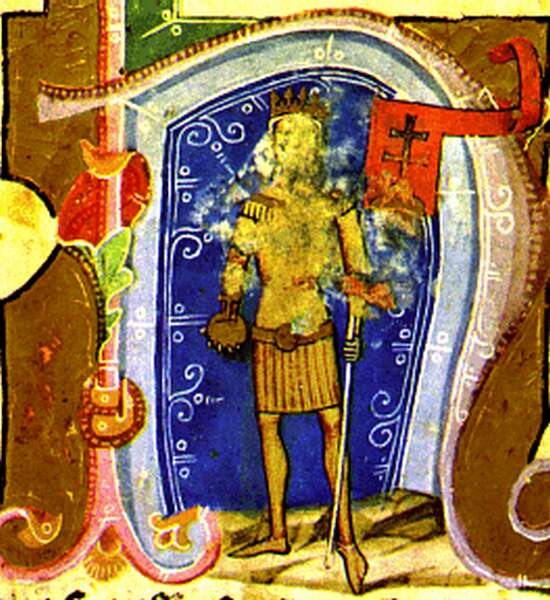
Andrzej II, król Węgier

Wydarzenia polityczne w 1222 roku.

## Wydarzenia
- Początek wypraw krzyżowych, organizowanych przez polskich książąt, przeciwko Prusom[1][2].
- Król Węgier Andrzej II wydaje Złotą Bullę[3].

## Zmarli
- 10 marca Jan I Sverkersson, król Szwecji[4].